# 올해의 한자

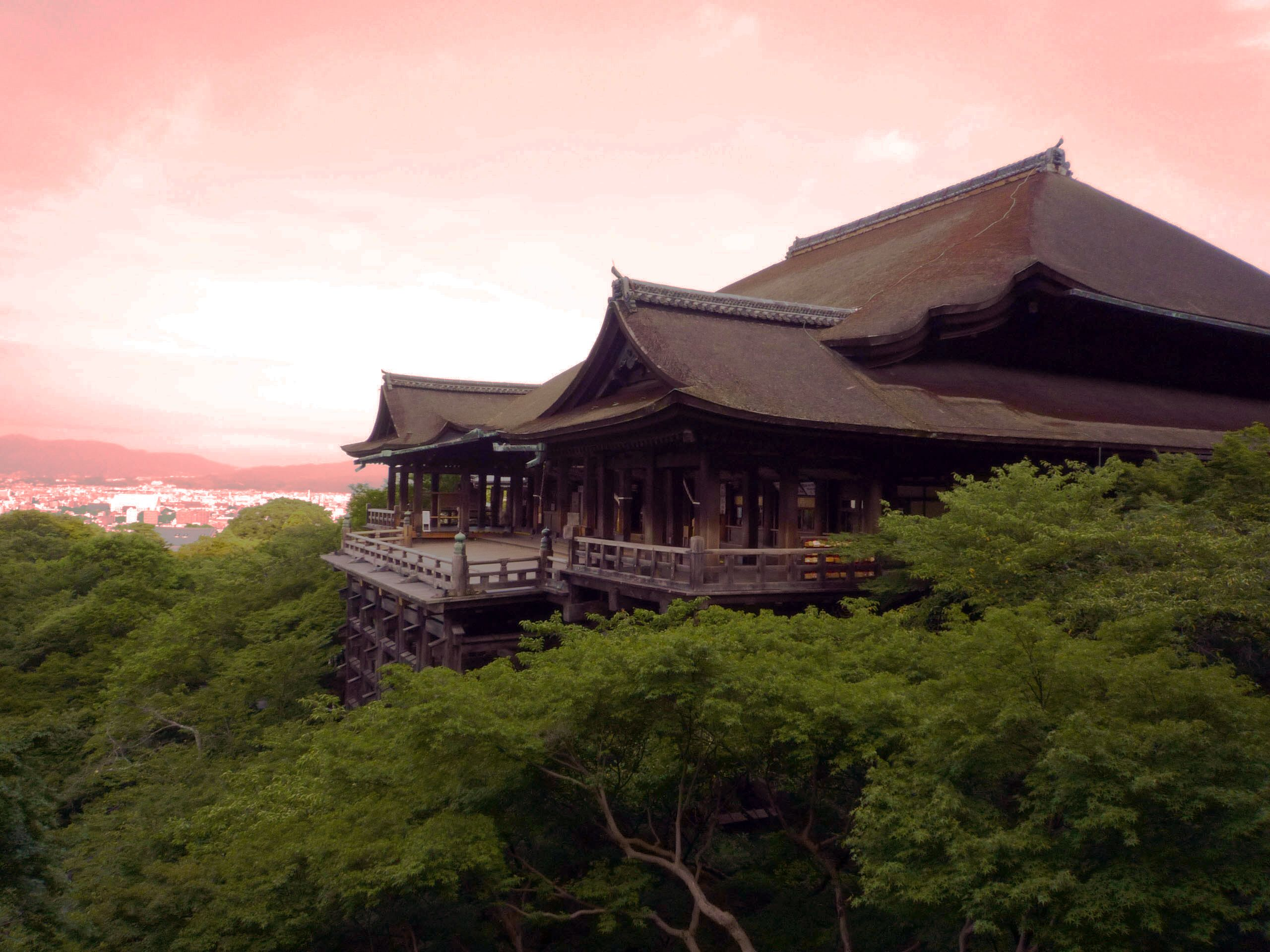
일본 올해의 한자가 발표되는 교토의 기요미즈데라

올해의 한자(일본어: 今年の漢字 고토시노칸지[*])는 일본의 공익재단법인 일본한자능력검정협회에서 한 해를 나타낼 수 있는 한자 한 글자를 선정해 발표하는 캠페인이다. 1995년부터 시작되어 현재까지 매년 연말에 발표되고 있다.
일본 뿐만 아니라 중국의 국가언어자원 연구센터에서 2006년부터 발표하는 올해의 한자(汉语盘点), 대만 타이베이시 문화국에서 2008년부터 선정하는 대만 연도 대표자 선거(台灣年度代表字大選), 2011년부터 싱가포르와 말레이시아의 화교 단체에서 선정하는 올해의 한자도 있다.

## 특징
공익재단법인 일본한자능력검정협회가 선정하는 '올해의 한자'는 그 해를 상징하는 한자의 한 글자를 놓고 일본 전국을 대상으로 공모를 진행하여, 가장 투표 수가 많은 한자를 추려내 그 해의 세태를 나타내는 한자로 선정하는 것이다. 1995년부터 매년 12월 12일, 협회에서 지정한 '일본 한자의 날'이 되면 그날 오후 교토부 교토시 히가시야마구의 사찰인 기요미즈데라에서 발표하는 것이 관례지만 주말과 겹칠 경우 하루 이틀씩 조정되어 발표되기도 한다. 이날 발표식은 각 언론과 TV 생중계로 널리 알려진다.
발표식은 기요미즈데라의 오쿠노인에서 진행되며, 협회 이사를 겸하고 있는 모리 세이한(森 清範) 주지 스님이 나와 거대한 화지에 한자 한 글자를 큼지막하게 쓴다. 이후 연말까지 본당에서 일반에 공개되고, 내부에 모셔진 천수관음상에 시주한다. 올해의 한자는 신어·유행어 대상, 샐러리맨과 학생 칼럼 공모 등 그 해 일본의 세태를 반영하는 하나의 지표로 사용된다.
가장 많이 선정된 한자는 '金'(쇠 금)으로, 2000년에 처음 선정되었고 2012년과 2016년, 2021년, 2024년에 재차 선정되어 통산 5번 선정된 기록을 갖고 있다. 이밖에 두 번 이상 선정된 한자로는 '災'(재앙 재), '戰'(싸울 전), '稅'(세금 세)가 있다. '災'(재앙 재)는 2004년, 2018년에 2번 선정되었고, '戰'(싸울 전)은 2001년, 2022년에 2번 선정되었다. '稅'(세금 세)는 2014년, 2023년에 2번 선정되었다.

## 역대 올해의 한자
| 연도   | 한자 | 풀이                | 선정 이유 | 득표 수총 투표 수 | 2위3위 |
| ------ | ---- | ------------------- | --- | ----------------- | ------ |
| 1995년 | 震   | 우레 진             | 효고현 남부 지진(고베 대지진) 발생 도쿄 지하철 사린 사건이 발생해 세상에 충격을 줌 금융 기관의 도산으로 사회 불안 확대 |                   | 乱災   |
| 1996년 | 食   | 밥 식               | 병원성 대장균으로 인한 집단 식중독 사건 발생, 학교 급식 등에 부정적 영향 세금과 복지 등을 "빼먹은"(食いもの) 부패 사건 발생 소해면상뇌병증(광우병) 발생 |                   | 菌汚   |
| 1997년 | 倒   | 넘어질 도 뒤집을 도 | 홋카이도척식은행, 야마이치 증권 등의 기업이 도산하고 각 은행들이 파산함 1998년 FIFA 월드컵 아시아 지역 예선에서 일본 축구 국가대표팀이 아시아의 축구 강호들을 '뒤집고' 1998년 FIFA 월드컵 본선 진출에 성공 |                   | 破金   |
| 1998년 | 毒   | 독 독               | 와카야마 독 카레 사건과 모방 범죄로 인한 독극물 음식 파문 다이옥신 등의 유해물질에 대한 불안 고조 일본 사회의 문제로 떠오른 환경 호르몬 |                   | 不乱   |
| 1999년 | 末   | 끝 말               | 천년(제2천년기)의 끝, 백년(20세기)의 끝, 십년(1990년대)의 끝 도카이 촌 방사능 누출 사고 발생 다음해(2000년)에는 차차 잘 풀리기(末広がり)를 기원하는 마음으로 |                   | 乱核   |
| 2000년 | 金   | 쇠 금 성 김 돈 금   | 2000년 시드니 하계 올림픽 여자 마라톤의 다카하시 나오코, 여자 유도의 다니 료코가 금메달을 획득하는 등의 대선전 김대중(金大中) 대한민국 대통령과 김정일(金正日) 조선민주주의인민공화국 국방위원장의 남북정상회담 장수 자매로 유명해진 '킨상긴상'(きんさんぎんさん)의 나리타 킨 씨가 별세 2000엔 지폐 탄생 |                   | 乱新   |
| 2001년 | 戦   | 싸울 전             | 9·11 테러 발생, 미국의 조지 W. 부시 정권이 테러와의 전쟁 개시 | 2,285표36,097표   | 狂乱   |
| 2002년 | 帰   | 돌아갈 귀           | 사상 첫 북일정상회담 개최를 계기로 조선민주주의인민공화국에 납치된 일본인이 돌아옴 일본의 경제가 거품 경제 호황기 이전 수준으로 돌아감 복고풍 노래가 다시 유행함 | 3,518표60,144표   | 北拉   |
| 2003년 | 虎   | 호랑이 호           | 한신 타이거즈가 18년만에 리그 우승 이라크 전쟁 발발, 자위대의 이라크 파견으로 "호랑이의 꼬리를 밟는"(虎の尾を踏む, 위험천만한) 일이라는 비판이 일음 | 17,709표87,410표  | 戦乱   |
| 2004년 | 災   | 재앙 재             | 니가타현 주에쓰 지진, 니가타-후쿠시마 집중호우, 후쿠이 집중호우, 태풍 도카게를 비롯한 집중 상륙, 아사마 산 분화 등 재난이 유난히 많이 발생. 미하마 발전소 사고와 미쓰비시 리콜 은폐 사건 | 20,936표91,630표  | 韓震   |
| 2005년 | 愛   | 사랑 애             | 아이치현(愛知県)에서 2005년 아이치 엑스포 개최 구로다 사야코와 구로다 요시키의 결혼 탁구 선수 후쿠하라 아이(福原 愛)의 중국 대회 제패 등 '아이짱'란 애칭이 붙은 여성의 돋보이는 활약 부모가 자식을, 자식이 부모를 살해하는 '사랑 없는 사건'이 주목받음 | 4,019표85,322표   | 改郵   |
| 2006년 | 命   | 목숨 명             | 아키시노노미야 히사히토 친왕 탄생 초등학생의 자살 사건 발생 조선민주주의인민공화국의 첫 핵 실험 | 8,363표92,509표   | 悠生   |
| 2007년 | 偽   | 거짓 위             | 후지야 사 제품이나 시로이코이비토, 아카후쿠모치 등 식품 표시 위조 사건 일본 정부의 연금 기록의 허술한 관리로 인한 파문 일본 방위성의 군수업체 부패 사건 발생 TV 프로그램 '발굴! 아루아루 대사전'이 데이터 조작 문제로 인해 프로그램 종영 | 16,550표90,816표  | 食嘘   |
| 2008년 | 変   | 변할 변             | 아소 다로가 일본의 내각총리대신으로 교체 취임, 미국의 버락 오바마 대통령 당선자의 연설에서 언급된 'Change'(변화) 2008년 금융 위기의 여파로 주가와 엔-달러 환율 폭락으로 인한 경제여건 변화 식품 안전성에 대한 일본 사회의 의식 변화 세계적인 규모의 기상 이변으로 인한 지구 온난화 문제의 심각화 체육과 과학계에서의 일본인의 활약으로 인한 시대 변화 | 6,031표111,208표  | 金落   |
| 2009년 | 新   | 새 신               | 제45회 일본 중의원 의원 총선거에서 자유민주당에서 민주당으로 정권 교체, 하토야마 유키오 신내각 출범 미국의 버락 오바마 대통령 취임 재판원 제도(일본판 국민참여재판), 고속도로 이용료 인하 등 새로운 제도의 시행 신종 플루 유행 스피도 사에서 개발한 신형 수영복으로 수영 세계 신기록 러시 야구 선수 스즈키 이치로의 9년 연속 200안타 신기록 | 14,093표161,305표 | 薬政   |
| 2010년 | 暑   | 더울 서             | 기록적인 폭염으로 일본 각 지역에서 기온 관측사상 1위를 경신하고, 열사병 피해가 속출함 '뜨거운' 지하 속에서 살아남아 매몰자 전원이 생환한 칠레 산호세 광산 붕괴 사고 섭씨 10,000도에서 살아남아 돌아온 우주 탐사선 하야부사 | 14,537표285,406표 | 中不   |
| 2011년 | 絆   | 얽어맬 반 묶을 반   | 도호쿠 지방 태평양 해역 지진(동일본 대지진)과 태풍 탈라스, 뉴질랜드 대지진, 태국 대홍수 등의 자연재해 속에서, 그리고 독일에서 열린 2011년 FIFA 여자 월드컵에서 우승한 일본 여자 축구 국가대표팀의 활약 속에서 일본 국민들은 '유대감'(絆)의 중요성을 새삼 깨달음 | 61,453표496,997표 | 災震   |
| 2012년 | 金   | 쇠 금 돈 금         | 세계 최고 높이의 전파탑인 도쿄 스카이 트리의 개장, 2012년 런던 하계 올림픽에서 일본 선수단의 역대 하계 올림픽 최다 메달 수 달성, 야마나카 신야 교토 대학 교수의 노벨 생리학·의학상 수상 등 수많은 '금자탑'이 세워짐 일본에서는 932년 만에 금환일식이 관측, 21세기에는 마지막으로 금성이 태양면을 통과하는 등 '금'과 관련된 천문 현상 다수 관측 소비세나 생활 보호 등 '돈'과 관련된 문제 비화 | 9,156표258,912표  | 輪島   |
| 2013년 | 輪   | 바퀴 륜             | 도쿄의 2020년 하계 올림픽(五輪) 유치 성공 도호쿠 라쿠텐 골든이글스의 사상 첫 일본 시리즈 우승, 도호쿠 지방에 환희의 고리를 이룩함 태풍 위파로 피해를 입은 이즈오섬, 태풍 하이옌으로 피해를 입은 필리핀 레이테섬에 대해 일본은 물론 전세계의 지원의 물길이 고리를 이룸 | 9,518표170,290표  | 楽倍   |
| 2014년 | 税   | 세금 세             | 17년 만의 일본 소비세 인상과 그에 따른 생활 환경이 크게 변화함 선정과 관련해 모리 주지 스님은 "많은 국민들이 세금에 대해 눈총을 보내고 있는 것이 아니겠나"라 답했다. | 8,679표167,613표  | 熱嘘   |
| 2015년 | 安   | 편안 안             | 아베 신조(安倍 晋三) 내각의 안보 관련 법안 추진 한국인의 야스쿠니 신사 테러 사건, 아파트 경사 문제 등 생활 환경에 대한 불안 이라크 레반트 이슬람 국가의 일본인 납치 사건, 파리 동시 다발 테러 사건 등의 테러로 인한 불안과 세계 평안을 바람 환태평양 경제 동반자 협정(TPP) 체결로 식품 안전에 대한 관심이 높아짐 개그맨 도이카쿠 아카루이 야스무라의 유행어 "안심해주세요, 입고 있어요"(安心して下さい、穿いてますよ)가 유행 | 5,632표129,647표  | 爆戦   |
| 2016년 | 金   | 쇠 금               | 2016년 리우데자네이루 하계 올림픽에서 일본 선수단의 연속 금메달, 스즈키 이치로 선수의 통산 3,000안타 달성, 레슬링 선수 이초 가오리의 올림픽 4연패 등 수많은 금자탑 달성 마스조에 유이치 전 도쿄도지사의 정치 자금 사적 유용, 토요스 시장 이전 연기, 도쿄 하계 올림픽 조직위원장 교체 등 도쿄도의 재정과 세금 운용에 관한 문제, 도야마 시의회를 비롯한 지방의회 의원의 정무 활동비 부정 운영 발각과 그에 따른 의원 사직 등 '정치와 돈'에 관한 문제가 산적함 일본은행의 마이너스 금리 선언 등 금융 정책이 주목받음 금발의 부자 사업가 도널드 트럼프가 2016년 미국 대통령 선거에서 당선 유튜브에서 화제가 된 뮤직비디오 'Pen-Pineapple-Apple-Pen'(PPAP)에서 개그맨 피코 타로가 입은 복장이 금색 | 6,655표153,562표  | 選変   |
| 2017년 | 北   | 북녘 북             | 조선민주주의인민공화국(北朝鮮)의 잇따른 미사일 발사와 핵 실험 강행으로 인한 한반도 정세 악화 규슈 북부의 기록적인 폭우로 재난 발생 지난해 홋카이도(北海道)산 감자가 흉작을 이루면서 공급이 지체되어 감자칩 판매가 일시 중단됨 메이저 리그 로스앤젤레스 에인절스 입단이 결정된 오타니 쇼헤이, 드래프트 1순위로 입단이 결정된 기요미와 고타로 등 홋카이도 니혼햄 파이터스(北海道日本ハムファイターズ) 관련 소식이 주목받음 가수 기타지마 사부로(北島三郎)의 경주마 '기타상 블랙'의 활약 가쓰시카 호쿠사이(葛飾北斎)의 전시회가 성황을 이룸 | 7,104표153,594표  | 政不   |
| 2018년 | 災   | 재앙 재             | 2월 일본 대폭설, 서일본 집중호우, 오사카 북부 지진, 홋카이도 동부 지진, 태풍 제비 등 일본 전역을 덮친 자연재해의 위협을 통감한 해 일본 레슬링과 체조 등 체육계의 갑질 문제, 일본 재무성의 공문서 조작 논란 등 인위적인 '재해'가 주목받음 7월부터 시작된 역대급 폭염으로 연일 최고기온 기록을 갱신하자 일본 기상청이 '재해급 더위' (災害級の暑さ)란 표현을 공식 채택함 | 20,558표193,214표 | 平終   |
| 2019년 | 令   | 하여금 영(령)       | 레이와(令和) 시대 개막과 법령 개정 법령 개정으로 인한 소비세 증가 암영업·탈세·약물 사용 등 일본 예능계의 법령 미준수 파사이·하기비스 태풍으로 인한 재해 경보 발령 | 30,427표216,325표 | 新和   |
| 2020년 | 密   | 빽빽할 밀           | 코로나19 범유행에 따른 3밀(3密, 밀집·밀폐·밀접) 금지 정책 떨어져 있어도 온라인 등으로 소중한 사람과의 관계가 조밀 밀실에서 이루어진 정치 판단 일본 연예계에서의 밀회 보도 | 28,401표208,025표 | 禍病   |
| 2021년 | 金   | 쇠 금               | 2020년 도쿄 하계 올림픽·패럴림픽에 참가한 일본 선수들의 금메달 러시 오타니 쇼헤이·후지이 소타·마쓰야마 히데키에 의한 금자탑 수립 코로나19 범유행의 여파에 따른 지원금 지급 새로운 500엔 동전 발행과 새 지폐 인쇄 개시 육아 중인 가구에 대한 특별 급부금 논의 아키시노노미야 마코 내친왕의 결혼에 따른 일시금 사퇴 등 왕족·고무로 가문의 돈 문제, 정치와 돈의 문제 | 10,422표223,733표 | 輪楽   |
| 2022년 | 戦   | 싸울 전             | 러시아의 우크라이나 침공, 조선민주주의인민공화국의 연이은 미사일 발사에 따른 전쟁의 공포를 세계적으로 목격한 한 해 높은 물가와 일본 엔화 약세 등 경제 정세의 변동에 따른 일본 민중의 생활을 지키는 싸움 2022년 베이징 동계 올림픽·카타르에서 열린 2022년 FIFA 월드컵·메이저 리그 베이스볼의 오타니 쇼헤이 선수의 활약 등 스포츠에서 펼쳐진 열전과 도전 | 10,804표223,768표 | 安楽   |
| 2023년 | 税   | 세금 세             | 2023년에 일본에서는 세금에 관한 화제가 많이 거론됨 특히 증세 논의가 활발하게 이루어졌으며 소득세·주민세의 정액 감세, 인보이스 제도나 고향 납세 등 다방면에 걸친 세금에 관련된 화제가 회자되었음 | 5976표147878표    | 暑戦   |
| 2024년 | 金   | 쇠 금               | |                   |        |

## 같이 보기
- 신어·유행어 대상
- 올해의 사자성어 - 대한민국에서 선정하는 사자성어
- 올해의 단어 - 영미권 단체에서 선정하는 단어